# Santa Cecília de Garrius

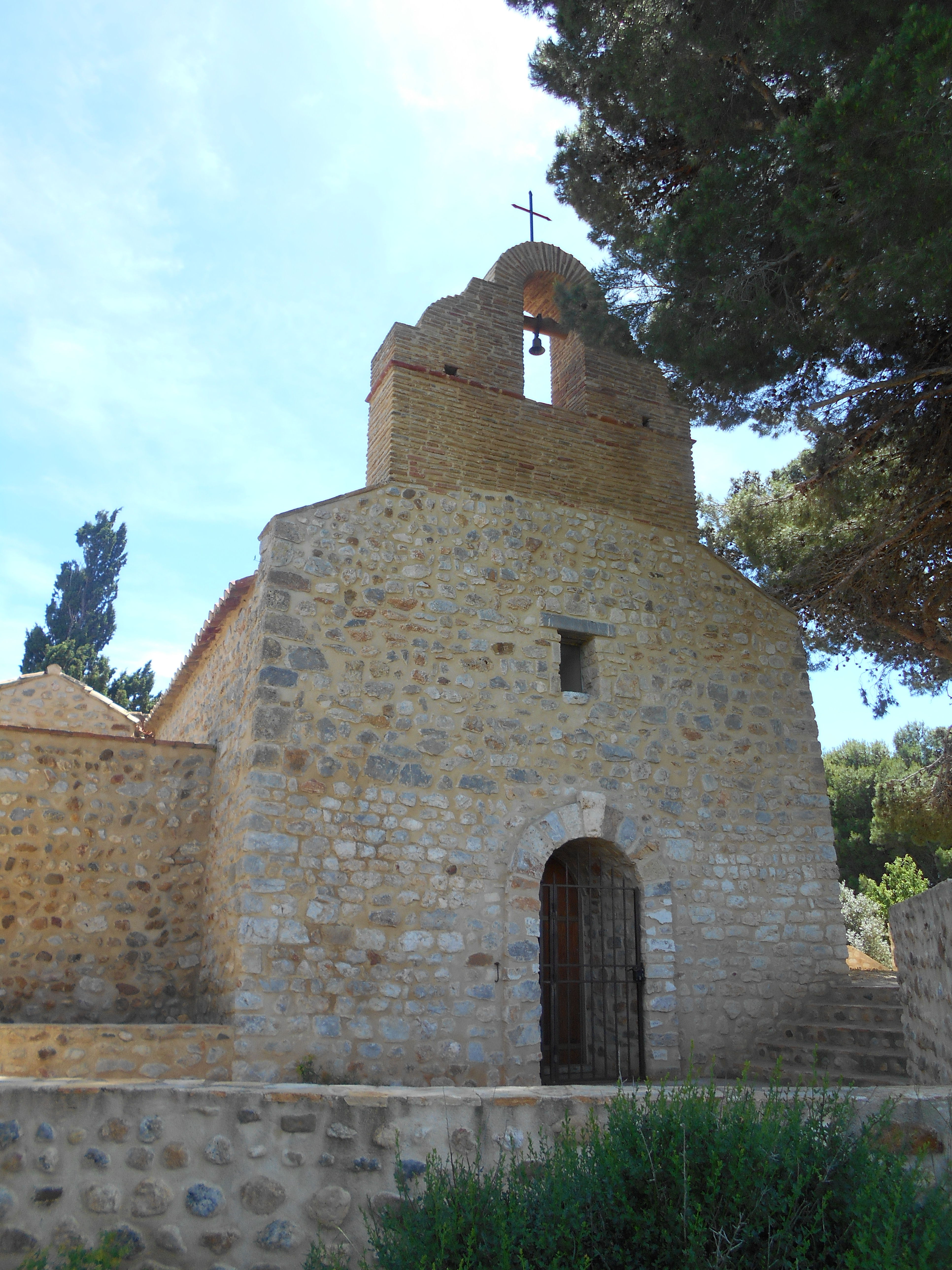
Façana occidental

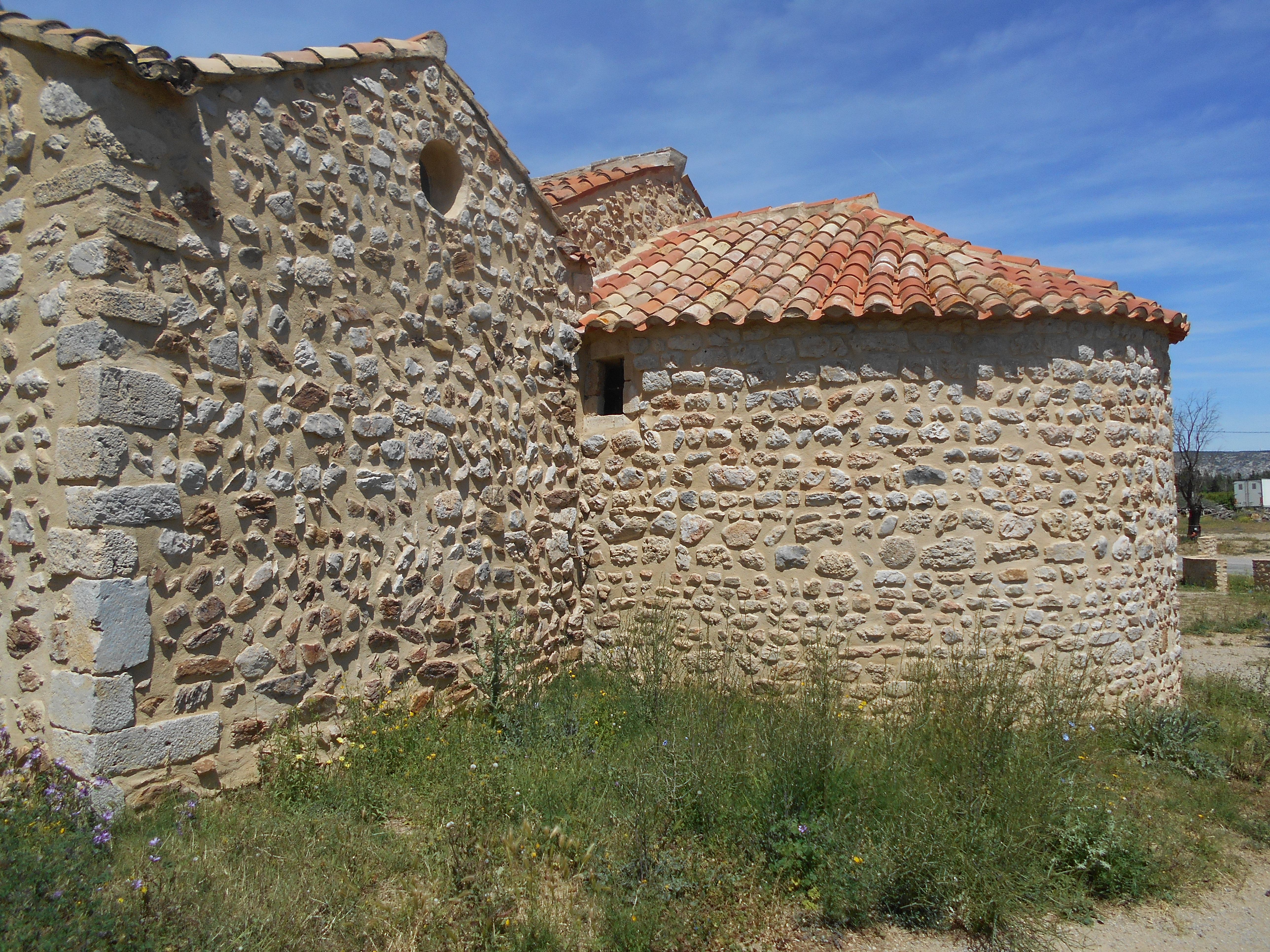
L'absis central

Santa Cecília de Garrius (en algunes monografies, Sant Miquel) és l'antiga església parroquial del poble de Garrius, pertanyent al terme comunal de Salses, a la comarca del Rosselló (Catalunya Nord).
Està situada en el poble de Garrius, en el seu extrem sud-oest.
Garrius és esmentat des del 1100 (villa Garicis), i fou seu d'una senyoria pertanyent a la família denominada Garrius, que el segle xv passà als Albert de Perpinyà, i ja al XVII, a Francesc Garriga, i després a Francesc Bruguera. L'església està documentada des del 1260, quan fou adquirida pel monestir occità de Sant Hilari de Lauquet, de Carcassona. El prior de Garrius era alhora prior de Sant Esteve de Nidoleres, que també pertanyia a Lauquet.
Té una nau única coberta amb volta de canó de mig punt, amb capçalera d'absis únic, semicircular. La finestra central de l'absis és de clara influència preromànica: d'un sol biaix, obert cap a l'interior, amb una llinda formada per una pedra on hi ha tallada la part superior de la finestra. La resta de l'edifici, però, és plenament romànica, del segle xi.
Al segle xiv s'hi afegí una capella lateral a migdia, amb altar dedicat a santa Maria, mentre que al XV, 1446, se n'hi afegí una de dedicada a sant Miquel al nord, simètrica a l'anterior. Aquestes advocacions han donat peu a confusions en l'advocació del temple. La volta de les dues capelles és d'ogives.